# Stephanie Graf
Stephanie Graf, född 26 april 1973 i Klagenfurt, är en österrikisk före detta friidrottare som tävlade på 800 meter under början av 2000-talet.
Graf deltog vid VM 1997 i Aten där hon inte tog sig vidare från kvalet. Bättre gick det vid VM 1999 i Sevilla där hon blev sjua på tiden 1.57,92. Hennes stora genombrott kom när hon blev tvåa vid Olympiska sommarspelen 2000 på den personliga rekordtiden 1.56,64. Den enda som slog henne i det loppet var Maria Mutola. Under 2001 upprepades sig samma mönster, vid både inomhus VM i Lissabon och vid utomhus VM i Edmonton slutade Graf tvåa efter Mutola. Även vid inomhus VM 2003 blev Graf tvåa efter Mutola.
Grafs sista mästerskap blev utomhus VM 2003 i Paris där hon blev utslagen i semifinalen.